# Rhyacophila anakdjeram
Rhyacophila anakdjeram är en nattsländeart som beskrevs av Malicky 1995. Rhyacophila anakdjeram ingår i släktet Rhyacophila och familjen rovnattsländor. Inga underarter finns listade i Catalogue of Life.